# Cdrkit
cdrkit ist eine durch das Debian-Projekt ins Leben gerufene Abspaltung von den cdrtools, einem verbreiteten Programmpaket zur Erstellung von CDs und DVDs. Ein Teil des Paketes ist wodim (für Write Optical Disk Media), das eine Abspaltung vom cdrecord der cdrtools darstellt. Weitere Komponenten sind icedax (InCrEdible Digital Audio EXtractor, auf Deutsch: Unglaublicher digitaler Audio-Ausleser) und genisoimage, ein Abkömmling von mkisofs mit Unterstützung von Bootcode für einige zusätzliche Architekturen.
Ziel von cdrkit ist es, die zuvor von den cdrtools angebotene Funktionalität soweit möglich dem Nutzer zur Verfügung zu stellen, so dass bestehende Frontends wie beispielsweise K3b direkt weiterverwendet werden können. Ein wichtiger Unterschied zwischen den beiden Softwarepaketen ist die Lizenz, sie sind ansonsten teilweise kompatibel. Jedoch werden die cdrtools aktiv weiterentwickelt, und können im Gegensatz zu cdrkit inzwischen Blu-ray-Medien schreiben, während Letzteres im Wesentlichen nur noch Fehlerkorrekturen erfährt. Für neue Funktionalität wie Blu-Ray-Unterstützung wird auf die dvd+rw-tools und das libburnia-Projekt verwiesen. cdrkit stellt inzwischen nur noch eine Übergangslösung zu diesen dar.

## Entstehung
cdrkit entstand als eine Reaktion auf eine Lizenzänderung der cdrtools zur CDDL durch deren Autor Jörg Schilling.
Die Debian-Maintainer des cdrtools-Paketes sahen damit die Kompatibilität zur GPL nicht mehr ausreichend gegeben und stützten sich mit dieser Einschätzung auf Äußerungen der Free Software Foundation.
Die laut Debian möglicherweise widersprüchliche oder in Teilen ungültige Lizenzierung wurde als nicht geeignet für den weiteren Vertrieb im Rahmen der Debian-Distribution beurteilt, was die Entfernung des Original-cdrecord und den Fork (basierend auf einer älteren Version unter der ursprünglichen Lizenz) nach Ansicht von Debian nötig machte.
Die verbreitetsten Linux-Distributionen, darunter Ubuntu, Red Hat, Fedora, openSUSE und Mandriva, sind Debian gefolgt und haben cdrtools durch cdrkit ersetzt.